# Форт Бреендонк
Форт Бреендонк (нидерл. Fort van Breendonk, фр. Fort de Breendonk) — бывшая база в бельгийской деревне Бреендонк, в 20 километрах на юго-запад от Антверпена, которая служила нацистским концентрационным лагерем для военнопленных во время немецкой оккупации Бельгии во время Второй мировой войны. За годы войны в этот лагерь попали около 3500 и были убиты около 300 человек.

## История
Форт Бреендонк был построен бельгийской армией в 1906—1913 годах в рамках укрепления второго кольца Национального редута вокруг Антверпена. Изначально форт был предназначен для защиты города от немецких вооружённых сил, и окружён рвом с водой размером 200 на 300 м.

### Первая мировая война
В августе 1914 года Германия напала на Бельгию после того, как бельгийское правительство отказалось предоставить немецким войскам проход к северу Франции. Стремясь к югу страны, немцы проигнорировали Антверпен, но, подвергаясь атакам бельгийского сопротивления, решили вступить в бой. 9 сентября 1914 года генерал Ганс Хартвиг фон Безелер двинулся к Антверпену, взяв по пути города Намюр и Мобёж. 1 октября форт Бреендонк впервые подвергся обстрелу немецкими гаубицами, расположенными в 5-6 километрах. Бельгийская линия обороны была прорвана близ города Лир, что дало Германии возможность завоевать Антверпен, минуя форт Бреендонк. 9 октября войска форта были вынуждены капитулировать.

### Вторая мировая война

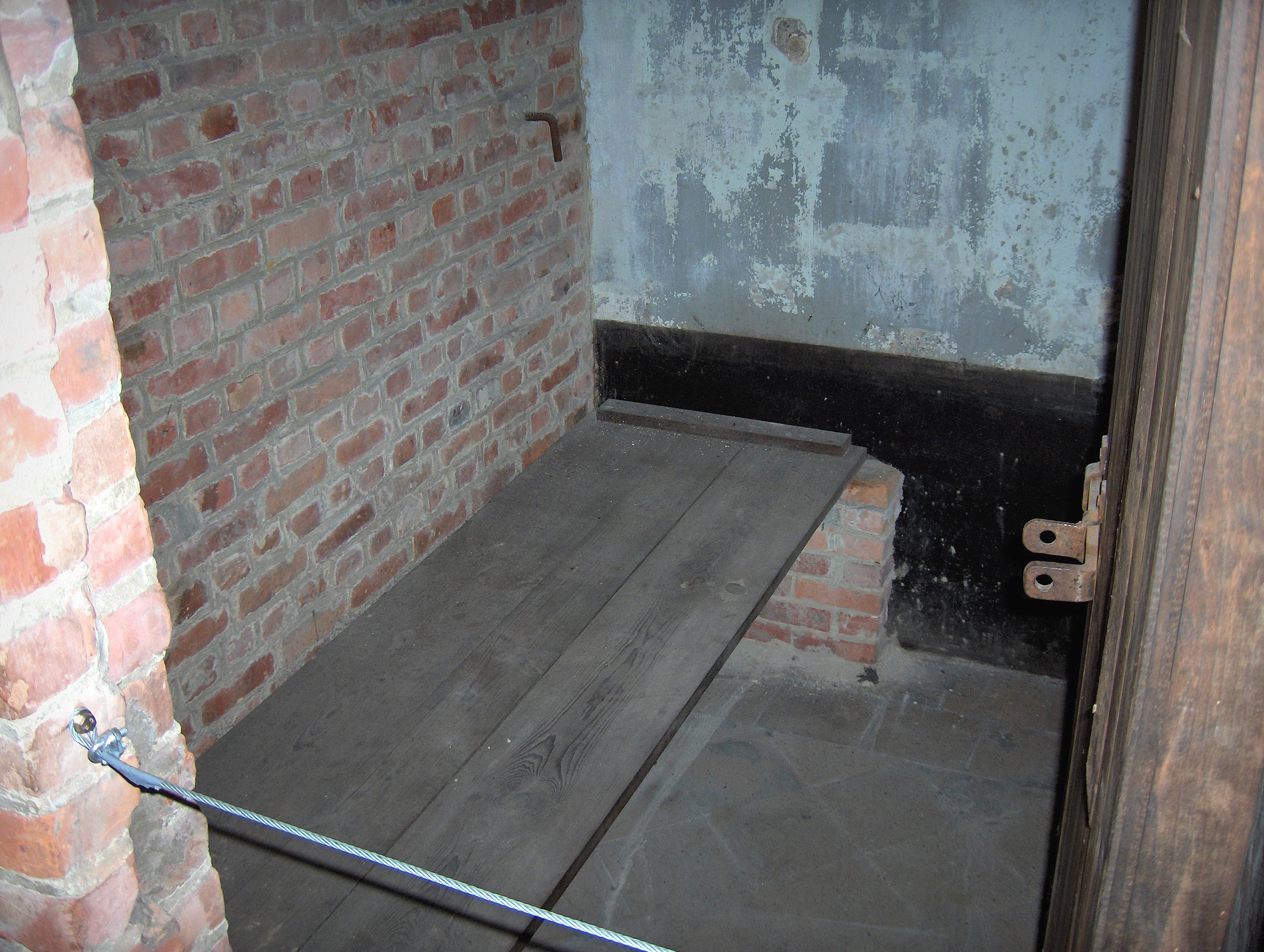
Вид на камеру для допросов

В 1940 году Германия снова оккупировала Бельгию. К этому времени укрепления подобного рода потеряли свою эффективность, ввиду широкого использования танковых войск. Некоторое время после начала войны в форте Бреендонк находился штаб бельгийского сопротивления, однако вскоре он был расформирован, и на его месте нацисты создали тюремный лагерь.
20 сентября 1940 года первые заключённые были доставлены в форт Бреендонк. В течение войны в тюрьме содержались военнопленные, враги Третьего рейха, а также евреи, большая часть которых была депортирована в Освенцим. В сентябре 1941 года арестованные коммунисты были депортированы в Нойенгамме. Охранниками тюрьмы являлись немецкие и бельгийские солдаты СС. За время существования концентрационного лагеря в Бреендонке там содержалось от 3500 до 3600 заключенных, из которых около 400-500 человек были евреями. Известно о 185 казнённых узниках, но по оценкам историков от пыток и голода в форте Бреендонк умерли несколько сотен человек. В лагере имелись виселицы, но на территории форта не было газовых камер. До 1942 года евреи содержались отдельно от других узников в переполненных деревянных бараках. В общем счёте было проведено более 15 депортаций в лагеря смерти, который не пережил почти ни один заключённый.
После освобождения Бельгии в сентябре 1944 года форт Бреендонк некоторое время использовался в качестве тюрьмы для коллаборационистов. Тогда лагерь стали называть «Бреендонк II». Отсюда заключённых перевели в Мехелен, где они предстали перед судом в 1946 году. 14 из них были приговорены к смерти, но два приговора были заменены пожизненным заключением. Ещё четверо были приговорены к пожизненному заключению, один охранник получил 20 лет тюрьмы. Один был оправдан, двое бежали.
Коменданту концлагеря Филиппу Шмитту в 1949 году в Антверпене был вынесен смертный приговор. 9 августа 1950 года он был расстрелян. Шмитт не раскаялся до последней минуты, отрицая все зверства, совершённые в лагере Бреендонк. По его словам, он всего лишь «перевоспитывал заключённых так, как ему было приказано».

## Память

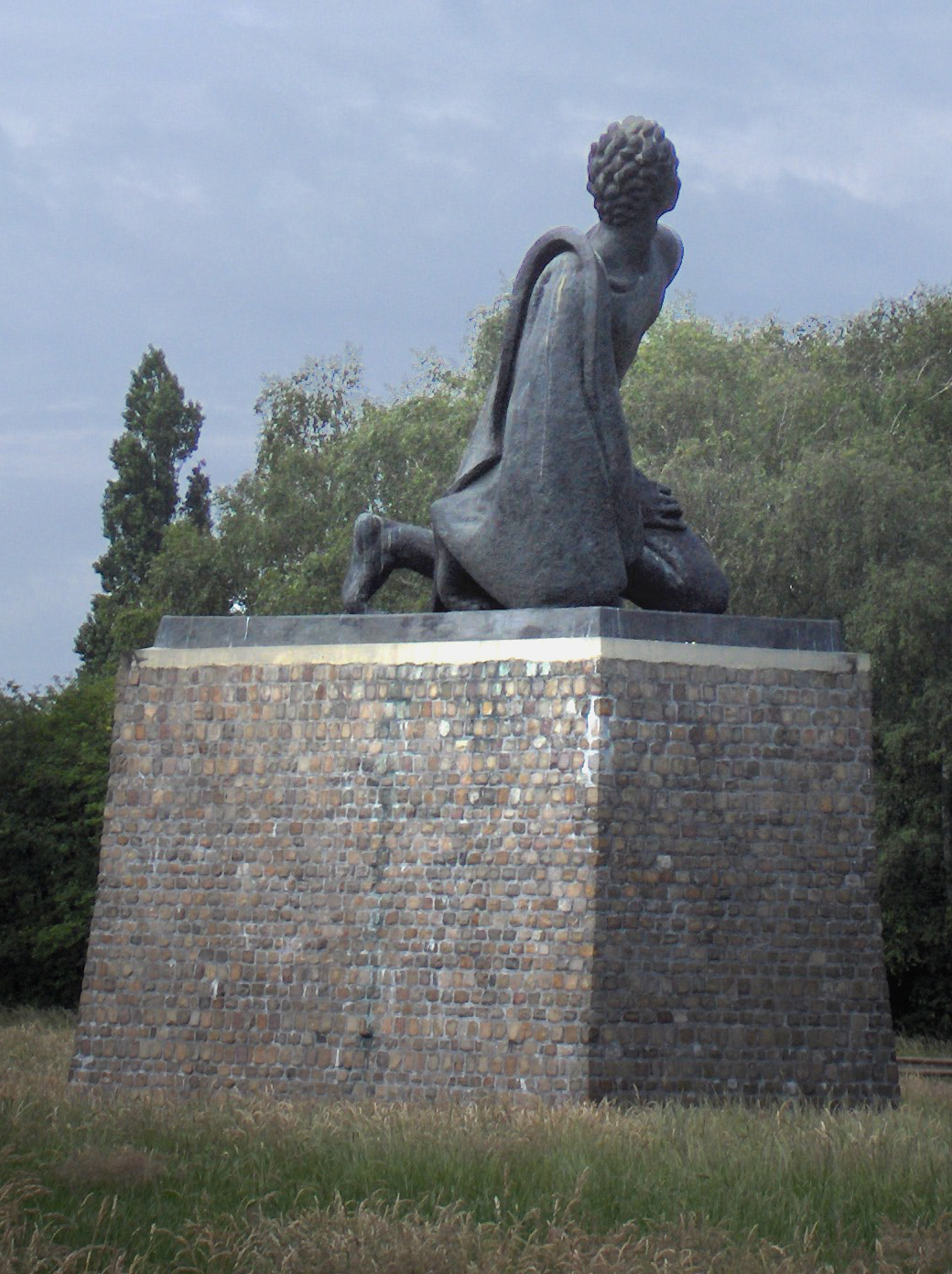
Мемориал в Бреендонке

19 августа 1947 года форт Бреендонк был объявлен национальным памятником. Сегодня в нём располагается музей памяти жертв концлагеря. В распоряжении музея находится большая коллекция фотографий. Музей открыт для туристов круглый год с 9:30 до 17:30.